# Летние Сурдлимпийские игры 1977
XIII Всемирные игры глухих прошли в городе Бухаресте, столице Румынии. Игры проводились с 17 по 27 июля 1977 года, участие в них приняли 1150 спортсменов из 32 стран.

## Виды спорта
Программа XIII Всемирных игр глухих включала 13 спортивных дисциплин (8 из которых индивидуальные, 5 — командные).

### Индивидуальные
- Лёгкая атлетика
- Велоспорт
- Вольная борьба
- Греко-римская борьба
- Плавание
- Теннис
- Настольный теннис
- Пулевая стрельба

### Командные
- Баскетбол
- Футбол
- Гандбол
- Волейбол
- Водное поло

## Страны-участницы
В XIII Всемирных играх глухих приняли участие спортсмены из 32 государств:
- Австралия
- Австрия
- Аргентина
- Бельгия
- Болгария
- Великобритания
- Венгрия
- Венесуэла
- ГДР
- Дания
- Израиль
- Индия
- Иран
- Ирландия
- Италия
- Канада
- Мексика
- Нидерланды
- Новая Зеландия
- Норвегия
- Польша
- Румыния
- СССР
- США
- Швеция
- Турция
- Финляндия
- Франция
- ФРГ
- Чехословакия
- Югославия
- Япония